# 大巴克塔

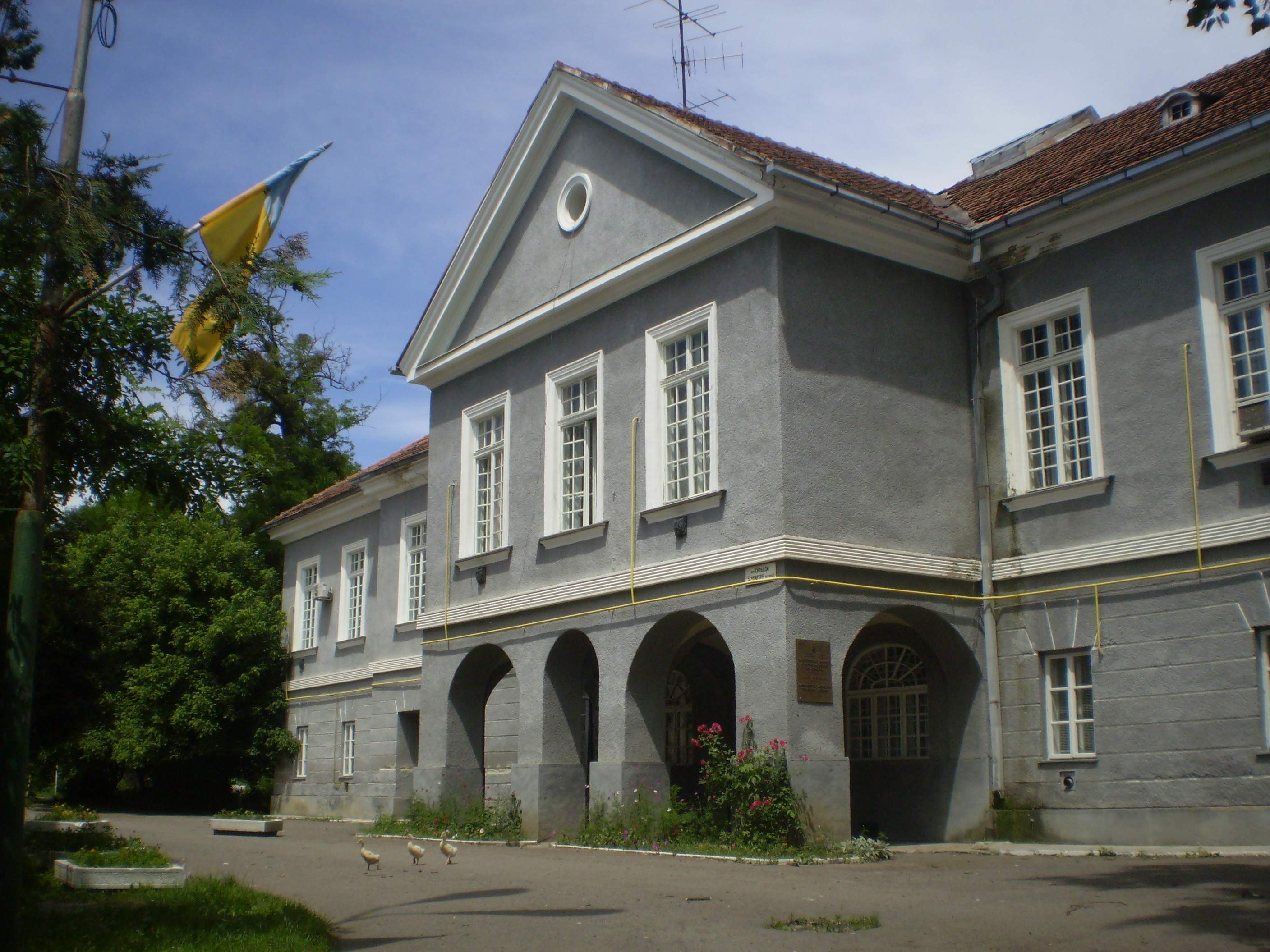

48°9′39″N 22°39′50″E / 48.16083°N 22.66389°E
大巴克塔（烏克蘭語：Велика Бакта），是烏克蘭西部的村莊，隸屬外喀爾巴阡州的貝雷霍韋區。該村處於維爾卡河畔，始建於1363年，面積1.07平方公里，海拔高度118米，2001年人口1,047。